# Padrão de vida
Padrão ou nível de vida se refere à qualidade e quantidade serviços disponíveis a uma pessoa ou a uma população inteira.

## Medição e definição
Uma medida comumente utilizada de padrão de vida para uma determinada área é a renda per capita real (isto é, tendo em conta a inflação) por pessoa. Outras medidas podem ser utilizadas, nomeadamente o acesso a determinados bens (como o número de refrigeradores por 1000 pessoas) e medidas de saúde (tais como a expectativa de vida).
O conceito de padrão de vida é diferente do de qualidade de vida, que leva em conta não só o nível de vida material, mas também fatores mais subjetivos envolvidos na vida humana, como lazer, segurança, recursos culturais, de saúde mental, etc. Métodos mais complexos devem ser empregados para medir o bem-estar; muitas vezes envolvem critérios políticos e são por isso sujeitos a controvérsia.
Como qualquer outro indicador econômico, o padrão de vida tem limites, e em uma determinada população, não leva em conta a desigualdade econômica entre os indivíduos.